# Интерспинална раван
Интерспинална раван, међуспинална  раван, Ланзова линија  у анотими је попречна раван која пролази кроз лако опипљиву предњу горњу спину илијаку (лат. spina iliaca anterior superior) на обема странама трбуха.

## Анатомија
Анатомско-клинички је, из практичних разлога, дефинисано девет регија трбушне дупље. Помоћ њих се лакше описује размештај трбушних органа, бол и патолошке промене. Тих девет регија је међусобно одвојено четирима равнинама: двема сагиталним (вертикалним) и двема трансверзалним (хоризонталним). Једна од тих равни је и интерспинална раван која пролази кроз лако опипљиву предњу горњу спину илијаку на обема странама, или предње горње илијачне бодље  (лат. spina iliaca anterior superior) које означавају границу између латералне и пупчане регије изнад и ингвиналног и пубичног региона испод.
Она заједно са другим равнима трбуха користи се за потребе описивања нивоа унутартрбушних структурара, које се на тај начин лако могу одредити код живог субјекта. Између ових равни налази се интерспинатус, који пролази кроз предње илијачне бодље - или мало испод њих - и кроз први (С1) пршљен сакралне кичме. 

## Значај
Интерспинална раван се у клиничкој медицини користи као важна топографска референца у дијагностичким техникама снимања, као што је компјутеризована аксијална томографија, током које се добијају танки резови у хоризонталној равни и које је неопходно познавати у односу на топографске односе свих структура и органа.
Коришћењем интерспиналне равни добијамо хоризонталну раван, у којој можемо унапред да предвидимо да ћемо пронаћи одређене структуре за које су дијагностичари заинтересовани да проучавамо помоћу ЦТ.